# 2. česká fotbalová liga 2007/2008
Sezóna 2007/08 2. ligy je 15. sezónou v samostatné české fotbalové lize.

## Souhrn
Mezi účastníky druhé ligy bylo oproti předchozí sezóně celkem 6 změn. Postupující Žižkov a Bohemians Praha 1905 nahradily sestupující z 1. ligy Příbram a Slovácko. Místo sestupujících Sigmy Olomouc B a Bystrce postoupily FK Bohemians Praha a Fulnek. Jakubčovice prodaly licenci Dukle Praha, tu kvůli finančním problémům nedostaly Blšany, a tak dodatečně postoupil do 2. ligy druhý tým ČFL Sparta Krč.
Větší či menší ambice na postup mělo před sezónou víc klubů, a to sestoupivší Příbram a Slovácko, Jihlava, které se to nepodařilo v předchozí sezóně, Opava, FC Hradec Králové a Olomouc, pohybující se v minulosti na vyšších příčkách, a i nováček z Fulneka, podle jehož vedení je účast v druhé lize prodělečná.
Utkání prvního kola mezi pátým a čtvrtým týmem předchozí sezóny, Jihlavou a HFK Olomouc, skončilo remízou 2:2. Porazit doma Fulnek nedokázala Příbram, která jen remizovala 1:1. Zvítězit se naopak povedlo Opavě na Dukle, Hradci Králové doma s Krčí a Slovácku se Sokolovem. Nováček Bohemians Praha utrpěl porážku 4:1 ve Hlučíně, ve zbývajících zápasech porazily Vítkovice Čáslav a Ústí nad Labem Třinec.
Ve druhém kole zvítězil Hradec Králové na hřišti HFK Olomouc 1:2, gól se naopak přes převahu nepodařilo vstřelit Slovácku v Opavě, Vítkovice utrpěly porážku 3:0 ve Fulneku, Hlučín nedokázal vyhrát na Strahově, kde hraje svoje domácí zápasy Krč, a Ústí nad Labem prohrálo na xaverovském hřišti Bohemians Praha, a tak je Hradec Králové jediným týmem, který dokázal v obou úvodních zápasech vyhrát. V dalších zápasech Příbram opět nedokázala zvítězit, když na hřišti Sokolova remizovala 0:0, Čáslav porazila 2:0 Duklu, a stejným skóre vyhrála Jihlava v Třinci. Dukla a Třinec tak po dvou kolech zůstaly bez bodu.
Ve třetím kole získala Dukla první bod za remízu 2:2 doma s HFK Olomouc, to se naopak nepovedlo Třinci, který prohrál na Slovácku 2:0, a zůstal tak po třech zápasech bez bodu a vstřelené branky. Fulnek znovu neprohrál, když doma remizoval se Sokolovem 1:1, zopakovat domácí vítězství z prvního kola se nepodařilo Hlučínu, který prohrál s Čáslaví 0:1, podařilo se to však Vítkovicím, jež porazily Krč 2:1. Zvítězit se podařilo také Opavě v Ústí nad Labem, Příbrami, která tak poprvé vyhrála, doma s Bohemians Praha a Hradci Králové, který tak v prvních třech zápasech neztratil ani bod, doma s Jihlavou.
První bod získal ve čtvrtém kole Třinec za domácí remízu s Vítkovicemi 1:1. Jihlava vybojoval v domácím zápase bod s Duklou, přestože v poločase prohrával už 0:3. V utkání druhého s prvním porazila Opava Hradec Králové, a dostala se tak do čela tabulku, dotáhnout na Opavu nedokázalo Slovácko, když jenom remizovalo v Praze s Krčí. Prvního vítězství dosáhly Sokolov a HFK Olomouc za domácí výhry 1:0 s Hlučínem, resp. Ústím nad Labem. Příbram vyhrála v Čáslavi 1:0 a Bohemians Praha doma s Fulnekem 3:0.
Po pátém kole se do čela dostaly Slovácko po výhře nad Bohemians Praha a Příbram po výhře nad Opavou se shodným počtem bodů i skóre. Poprvé v sezóně vyhrála Dukla, když v prvním pražském druholigovém derby porazila Krč 1:0. Potřetí z 5 zápasů remizoval Sokolov, tentokrát s Čáslaví. Bez gólů hrál Hlučín s HFK Olomouc. Třinec zůstal na posledním místě s jedním bodem po prohře ve Fulneku 4:1, zespodu tabulky se navzdory očekáváním před sezónou nedokázala dostat ani Jihlava, když prohrála ve Vítkovicích. Další aspirant na postup Hradec Králové jenom remizoval v Ústí nad Labem 1:1.
V šestém kole utrpělo první porážku v sezóně Slovácko, když prohrálo v Olomouci s HFK. Na nedělené první místo se tak dostala Příbram, která porazila vlastním gólem Krč, která se díky první výhře Třince, doma s Hlučínem, propadla na poslední místo. Jihlava vyhrála poprvé v sezóně doma, když porazila Ústí nad Labem. Ve zbylých zápasech kola vyhráli domácí, a to Hradec Králové s Duklou, Čáslav s Fulnekem, Opava s Vítkovicemi a Bohemians Praha se Sokolovem.
Po sedmém kole vedla ligu i nadále Příbram, když deklasovala Jihlavu 5:1, další domácí zápas bez obdrženého gólu vyhrálo Slovácko, když porazilo Čáslav. První domácí ztrátu bodů utrpěly Víktovice, když prohrály s Hradcem Králové, který se díky remíze Opavy na Bohemians dostal na druhé místo. Prvního vítězství v druhé lize dosáhla Krč, když vyhrála v Ústí, které se tak propadlo na poslední místo tabulky místo ní. V dalších zápasech porazil Fulnek HFK Olomouc, Hlučín Duklu a Třinec remizoval doma se Sokolovem.
V osmém kole dokázalo Slovácko na půdě Jihlavy poprvé v sezóně zvítězit venku, stejně tak vyhrála Příbram v Třinci, Opava se Sokolovem a Hradec Králové s Hlučínem, a tak se čelo tabulky nezměnilo. Na páté se místo se dostali Bohemians, kteří otočili zápas v Čáslavi. Vyhrál také HFK Olomouc s Vítkovicemi a Dukla se stále posledním Ústím nad Labem. Naopak vyhrát nedokázali Krč ani Fulnek, kteří spolu remizovali.
V devátém kole prohrála Opava ve Fulneku, který se na ni tak dotáhl na 2 body, Příbram a Hradec Králové ve vzájemném zápase remizovali, a Slovácko se tak po výhře nad Duklou dostalo na druhé místo. O tři góly vyhrál Sokolov s HFK Olomouc, o dva Čáslav s Třincem. Pražské derby mezi Bohemians Praha a Spartou Krč skončilo remízou, stejně jako zápas Vítkovic s Ústím nad Labem.
V desátém kole poprvé prohrála Příbram, a to na hřišti HFK Olomouc, díky tomu se na ni dotáhli Hradec Králové a Slovácko, kteří ve vzájemném utkání remizovali. Opava rozdrtila Čáslav 5:1, Bohemians vyhráli v Třinci o tři góly, doma s Hlučín prohrál také předposlední tým, Ústí nad Labem. Dukla porazila Vítkovice a Jihlava nedokázala zvítězit doma, když nedala gól Fulneku. Třetí remízu 1:1 v řadě nasbírala Krč po domácím zápase se Sokolovem.
V jedenáctém kole neuspělo doma Slovácko, když prohrálo doma s předposledním Ústím nad Labem, naopak Opava doma porazila až gólem Kozáka v závěru Třinec, a dostala se tak na druhé místo. Příbram zvládla domácí „derby Dukel“, a upevnila si tak vedení v tabulce. Hradec Králové ve Fulneku gól nedal, a odvezl si bod. Díky zaváhání Slovácka a Hradce Králové se na jeden bod na vedoucí čtveřici dotáhli Bohemians, když porazili doma HFK Olomouc, přestože v zápase dvakrát prohrávali. V moravskoslezském derby vyhrál Hlučín ve Vítkovicích. V zápasech Sokolova s Jihlavou a Čáslavi s Krčí gól nepadl.
Ve dvanáctém kola porazila čtrnáctá Krč poslední Třinec třemi góly z prvních dvaceti minut, a díky výhře Dukly se Sokolovem a Ústí nad Labem s Fulnekem se jeho ztráta zvýšila už na 6 bodů. Vedoucí Příbram uhrála v Hlučíně remízu, Opava prohrála v Olomouci a Hradec Králové doma s Bohemians Praha, kteří se tak dostali před něj, a tak se na druhé místo vrátilo Slovácko po vítězství ve Vítkovicích. Jihlava opět doma ztratila, tentokrát prohrála doma s Čáslaví.
Po třinácti zápasech si první tři místa udržely Příbram, Slovácko a Opava po domácích výhrách nad Vítkovicemi, Hlučínem, resp. Krčí. Na čtvrtém místě se udrželi díky domácí remíze s Jihlavou a remíze Hradce Králové v Čáslavi Bohemians, přestože ještě pět minut před koncem prohrávali o dva góly. Poslední Třinec znovu prohrál, tentokrát doma s HFK Olomouc, prohrálo také Ústí nad Labem, a to v Sokolově v severočeském derby týmů ze dna tabulky. Fulnek porazil o branku Duklu.
Ve čtrnáctém kole vyhrálo Slovácko doma s Fulnekem a díky prohře Příbrami v Ústí nad Labem se dostalo do čela tabulky. Poslední Třinec vyhrál na Dukle, a snížil tak svou ztrátu, předposlední Vítkovice rozdrtily Bohemians 5:0, a nechaly tak za sebou Ústí, Duklu i Krč, která prohrála v Jihlavě. Opava jenom remizovala v Hlučíně a zůstala tak třetí, na čtvrté místo se dostal Hradec Králové po domácí výhře nad Sokolovem, na páté HFK Olomouc po porážce Čáslavi.
V patnáctém kole, posledním v roce 2007 (konec podzimní části) ve šlágru kola Příbram doma bezbrankově remízova se Slováckem, které uhájilo první pozici po polovině sezony. Dále Čáslav porazila Ústí nad Labem 3:0, Opava doma porazila Jihlavu, Fulnek porazil Hlučín, Krč uhrála další remízu (2:2) s klubem HFK Olomouc, Sokolov porazil Vítkovice, Bohemians porazila Duklu a Třinec remizoval s Hradcem

## Konečná tabulka
| Poř. | Tým                 | Z  | V  | R  | P  | VG | OG | B  |
| ---- | ------------------- | -- | -- | -- | -- | -- | -- | -- |
| 1.   | FK Bohemians Praha  | 30 | 15 | 8  | 7  | 46 | 38 | 53 |
| 2.   | FK Marila Příbram   | 30 | 14 | 10 | 6  | 33 | 18 | 52 |
| 3.   | Slezský FC Opava    | 30 | 15 | 5  | 10 | 46 | 31 | 50 |
| 4.   | FC Hradec Králové   | 30 | 13 | 11 | 6  | 34 | 24 | 50 |
| 5.   | 1. FC Slovácko      | 30 | 13 | 9  | 8  | 40 | 27 | 48 |
| 6.   | Fotbal Fulnek       | 30 | 12 | 11 | 7  | 36 | 36 | 47 |
| 7.   | FC Vysočina Jihlava | 30 | 11 | 10 | 9  | 42 | 35 | 43 |
| 8.   | 1. HFK Olomouc      | 30 | 11 | 8  | 11 | 33 | 38 | 41 |
| 9.   | FK Baník Sokolov    | 30 | 9  | 13 | 8  | 26 | 24 | 40 |
| 10.  | FC Vítkovice        | 30 | 10 | 6  | 14 | 35 | 41 | 36 |
| 11.  | FK Fotbal Třinec    | 30 | 10 | 6  | 14 | 26 | 39 | 36 |
| 12.  | FK Ústí nad Labem   | 30 | 9  | 7  | 14 | 35 | 44 | 34 |
| 13.  | FC Zenit Čáslav     | 30 | 8  | 9  | 13 | 37 | 44 | 33 |
| 14.  | FK Dukla Praha      | 30 | 9  | 6  | 15 | 36 | 44 | 33 |
| 15.  | FC Hlučín           | 30 | 7  | 9  | 14 | 26 | 35 | 30 |
| 16.  | SK Sparta Krč       | 30 | 4  | 12 | 14 | 27 | 40 | 24 |

Poznámky
- Z = Odehrané zápasy; V = Vítězství; R = Remízy; P = Prohry; VG = Vstřelené góly; OG = Obdržené góly; B = Body

|  | Postup do Gambrinus ligy 2008/09 |
|  | Sestup do ČFL 2008/09            |
|  | Sestup do MSFL 2008/09           |

## Výsledky
|                     | BOH | ČÁS | DUK | FUL | HKR | HLU | HFK | JIH | KRČ | PŘÍ | SFC | SLO | SOK | TŘI | UNL | VÍT |
| ------------------- | --- | --- | --- | --- | --- | --- | --- | --- | --- | --- | --- | --- | --- | --- | --- | --- |
| FK Bohemians Praha  | XXX | 6:1 | 2:1 | 3:0 | 0:0 | 3:1 | 4:2 | 3:3 | 1:1 | 1:0 | 1:1 | 0:0 | 1:0 | 1:1 | 2:1 | 1:1 |
| FC Zenit Čáslav     | 2:3 | XXX | 2:0 | 4:1 | 0:0 | 0:2 |     | 1:1 | 0:0 | 0:1 | 2:3 | 2:1 | 1:2 | 2:0 | 3:0 | 0:1 |
| FK Dukla Praha      |     | 2:2 | XXX |     | 2:2 | 1:3 | 2:2 | 1:1 | 1:0 | 1:2 | 1:2 | 1:2 | 2:0 | 0:1 | 2:1 | 1:0 |
| Fotbal Fulnek       | 0:0 | 1:1 | 1:0 | XXX | 0:0 | 2:0 | 1:0 | 2:1 | 3:2 | 1:0 | 3:2 |     | 1:1 | 4:1 | 2:2 | 3:0 |
| FC Hradec Králové   | 0:2 |     | 2:0 | 2:1 | XXX | 1:0 | 0:0 | 2:0 | 3:1 | 1:2 | 0:1 | 1:1 | 3:1 |     | 4:0 | 1:0 |
| FC Hlučín           | 4:1 | 0:1 | 3:1 |     | 0:1 | XXX | 0:0 | 0:2 | 1:0 | 0:0 | 1:1 |     | 0:0 | 0:0 | 0:1 | 2:3 |
| 1. HFK Olomouc      | 1:2 | 1:0 | 2:1 | 1:2 | 1:2 | 2:2 | XXX | 1:0 |     | 2:0 | 2:0 | 3:2 | 1:1 | 1:0 | 1:0 | 2:0 |
| FC Vysočina Jihlava |     | 0:1 | 3:3 | 0:0 | 2:0 | 0:0 | 2:2 | XXX | 2:1 | 2:0 |     | 0:1 | 1:0 | 3:0 | 3:0 | 2:0 |
| SK Sparta Krč       | 1:2 | 1:1 | 0:2 | 1:1 | 0:0 | 1:1 | 2:2 |     | XXX | 0:1 | 0:1 | 1:1 | 1:1 | 3:0 | 2:2 | 1:2 |
| FK Marila Příbram   | 3:0 | 1:1 | 2:1 | 1:1 | 0:0 | 2:0 | 1:0 | 5:1 | 1:1 | XXX | 1:0 | 0:0 | 0:0 | 0:0 |     | 4:1 |
| Slezský FC Opava    | 0:1 | 5:1 | 0:2 | 2:0 | 2:0 |     | 1:2 | 2:1 | 2:1 | 0:1 | XXX | 0:0 | 1:0 | 1:0 | 2:1 | 2:0 |
| 1. FC Slovácko      | 2:0 | 1:0 | 3:0 | 2:0 | 1:1 | 2:0 | 0:0 | 2:2 | 2:0 |     | 1:1 | XXX | 1:0 | 2:0 | 1:2 | 3:1 |
| FK Baník Sokolov    | 1:0 | 1:1 | 0:0 | 1:1 |     | 1:0 | 3:0 | 0:0 | 1:1 | 0:0 | 2:0 | 3:2 | XXX | 1:1 | 2:1 | 2:0 |
| FK Fotbal Třinec    | 0:3 | 3:1 |     | 0:1 | 2:2 | 2:1 | 0:1 | 0:2 | 4:1 | 1:3 | 1:0 | 2:1 | 1:0 | XXX | 2:1 | 1:1 |
| FK Ústí nad Labem   | 0:1 |     | 4:2 | 4:0 | 1:1 | 0:1 | 2:1 | 1:1 | 0:1 | 1:0 | 0:4 | 1:0 |     | 2:0 | XXX | 0:1 |
| FC Vítkovice        | 5:0 | 3:1 | 0:1 | 0:0 | 1:2 | 1:3 | 4:0 | 3:1 | 2:1 | 1:0 | 2:1 | 2:3 |     | 0:2 | 0:0 | XXX |

## Soupisky mužstev

### FK Bohemians Praha
Petr Beke (1/0),
Jaroslav Beláň (5/0),
Václav Winter (25/0) –
Kwame Eric Adjei (22/2),
Pavel Bartoš (4/0),
Jiří Birhanzl (7/0),
Adam Brzezina (21/4),
Ivan Faitl (1/0),
Tomáš Fenyk (24/4),
Josef Galbavý (28/3),
Pavel Grznár (21/4),
Lukáš Hajník (10/0),
Stanley Ibe (26/6),
Tomáš Jandzik (24/1),
Václav Janů (8/0),
Petr Jendruščák (8/0),
Dmitrij Lencević (13/0),
David Lukeš (19/0),
Pavel Macháček (23/2),
Tomáš Majer (26/0),
Jakub Mičkal (4/0),
Miroslav Obermajer (25/5),
Martin Olejník (3/0),
Jiří Studík (9/0),
Jiří Šisler (13/9),
Vít Turtenwald (15/2),
David Zoubek (27/4) –
trenér Luboš Urban

### FK Marila Příbram
Aleš Hruška (30/0/14) –
Daniel Bakongolia (1/0),
Michel Fernando Costa (10/0),
Danilo De Oliveira (11/3),
Tomáš Hejdušek (6/0),
Martin Hloušek (18/1),
Tomáš Hunal (2/0),
Daniel Huňa (26/10),
Martin Jirouš (9/0),
Jan Kalabiška (11/1),
Michal Klesa (23/3),
Marcel Mácha (12/0),
Zoran Milutinović (5/0),
Milan Mišůn (12/0),
Jakub Navrátil (14/0),
Lukáš Nechvátal (22/1),
Staníslav Nohýnek (27/2),
Rudolf Otepka (2/0),
Jan Penc (21/1),
Jales Perpétuo do Prado (13/2),
Tomáš Pilík (25/2),
Marek Plašil (8/0),
Lukáš Pleško (22/0),
Miroslav Podrazký (10/0),
Michal Polodna (3/2),
Vlastimil Ševr (3/0),
Radek Šindel (21/1),
Jakub Štochl (11/0),
Matěj Štochl (8/0),
Daniel Tarczal (30/3) –
trenér František Barát (1.–17. kolo), Ivan Pihávek (18.–23. kolo) a Massimo Morales (24.–30. kolo)

### SFC Opava
Otakar Novák (30/0/10) –
Milan Barteska (26/5),
Tomáš Dujka (10/1),
Milan Halaška (29/3),
Lukáš Horka (7/3),
Tomáš Janoviak (16/0),
Jan Jelínek (10/2),
Rostislav Kiša (28/2),
Jaroslav Kolínek (22/2),
Libor Kozák (26/11),
Milan Matula (14/2),
Radek Mezlík (26/5),
Zdeněk Partyš (29/1),
Jan Pejša (24/2),
Dušan Půda (19/3),
Tomáš Sluka (4/0),
Jaroslav Švach (6/1),
Martin Uvíra (14/0),
Radomír Víšek (28/2),
Robin Wirth (25/1),
Václav Zapletal (15/1) –
trenér Jiří Neček

### SK Hradec Králové
Jiří Lindr (9/0),
Karel Podhajský (21/0) –
Tomáš Bouška (17/3),
Pavel Černý (25/2),
Martin Čupr (11/1),
Michal Dian (9/0),
Josef Dvořák (1/0),
Pavel Dvořák (21/2),
Jan Filip (2/0),
Vladimír Gavula (10/1),
Tomáš Hašler (7/0),
Jakub Chleboun (11/0),
Daniel Kaplan (6/0),
Vlastimil Karal (13/0),
Jiří Krejcar (17/0),
Paul Munster (6/4),
Pavel Němeček (11/1),
Václav Pilař (21/7),
Marek Plašil (5/1),
Jiří Pospíšil (29/0),
David Přibyl (14/1),
Tomáš Rezek (26/3),
Jan Riegel (6/0),
Josef Semerák (2/0),
Jan Schulmeister (11/0),
Ivo Svoboda (16/3),
Jaromír Šmerda (10/0),
Jiří Vít (24/1),
Miroslav Vodehnal (18/3),
Radim Wozniak (28/0),
Martin Zbončák (11/0),
Daniel Zinke (1/1) –
trenér Luděk Klusáček (1.–15. kolo) a Pavel Malura (16.–30. kolo)

### 1. FC Slovácko
Petr Bolek (18/0),
Václav Marek (12/0) –
Václav Činčala (24/5),
Ondřej Čtvrtníček (9/0),
Pavel Eismann (18/1),
Petr Filipský (11/2),
Roman Fischer (20/2),
Michal Gonda (14/2),
Radek Görner (22/4),
Jaromír Grim (4/0),
Aleš Chmelíček (24/9),
Tomáš Ineman (29/0),
Petr Kaspřák (14/0),
Milan Kerbr (4/0),
Ondřej Lysoněk (18/1),
Lukáš Matůš (14/2),
Pavel Němčický (30/0),
Jiří Perůtka (4/1),
Petr Reinberk (1/0),
Tomáš Sloboda (6/0),
Petr Stýskala (20/1),
Jan Šimáček (29/0),
Zdeněk Šturma (10/0),
Pavel Šultes (28/7),
Pavel Vrba (7/0) –
trenéři Pavel Malura (1.–15. kolo), Leoš Kalvoda (16.–26. kolo) a Jiří Dekař (27.–30. kolo)

### Fotbal Fulnek
Martin Blaha (1/0),
Jiří Pospěch (29/0) –
Radim Bill (2/0),
Petr Dittrich (8/0),
Karel Doležal (10/0),
Tomáš Gašparík (1/0),
Jozef Halaška (3/0),
Zdenko Kaprálik (20/1),
Dalibor Koštuřík (28/5),
Michal Kovář (28/2),
Miroslav Král (11/0),
Radim Krása (22/3),
Josef Lukaštík (27/1),
Ondřej Malohlava (26/3),
Roman Mrožek (1/0),
Marcel Pavlík (9/4),
Marek Přílučík (6/0),
Aleš Rozsypal (2/0),
Petr Sedlák (12/1),
Radek Slončík (27/3),
Ondřej Smetana (15/7),
Roman Smutný (12/0),
Marek Sokol (12/1),
Vladimír Staš (24/0),
Martin Šrom (1/0),
Zdeněk Traxl (12/1),
Tomáš Vajda (27/1),
Tomáš Vlček (2/0),
Michal Vyskočil (27/3) –
trenér Václav Daněk

### FC Vysočina Jihlava
Libor Macháček (7/0/3),
David Šimon (15/0/6),
Petr Tulis (8/0/2) –
Pavel Bartoš (12/0),
Martin Bayer (9/0),
Lukáš Bodeček (1/0),
Jiří Böhm (11/0),
Tomáš Cihlář (24/1),
Ivan Čermák (10/0),
Roman Drga (7/0),
Martin Dupal (13/4),
Petr Faldyna (29/13),
Jiří Gába (15/0),
Gabriel da Silva (9/2),
Theodor Gebre Selassie (7/1),
Josef Hušbauer (8/0),
Michal Kadlec (15/1),
Michal Lovětínský (21/1),
Pavel Mezlík (14/0),
Miloš Netrda (1/0),
Michael Rabušic (24/2),
František Schneider (14/2),
Pavel Simr (14/8),
Radek Sláma (14/0),
Martin Suchý (10/1),
Martin Sviták (7/0),
Peter Šedivý (14/0),
Petr Tlustý (10/2),
Vladimír Vácha (20/2),
Michal Vepřek (22/0),
Michal Veselý (26/1) + 2 vlastní góly soupeře –
trenéři Luboš Zákostelský (1.–7. kolo) a Karol Marko (8.–30. kolo)

### 1. HFK Olomouc
Martin Doležal (30/0/11) –
Tomáš Dadák (20/0),
Jaromír Grim (15/3),
Branislav Hanzeľ (8/0),
Juraj Jakubovič (12/0),
Radek Janeček (23/0),
Jaroslav Josefík (23/0),
Ondřej Kalvoda (12/1),
David Korčián (30/6),
Martin Kotůlek (14/0),
Miloš Kropáček (20/6),
Peter Krutý (27/3),
Ivo Lošťák (23/0),
Jaromír Lukášek (28/3),
Lukáš Smékal (2/0),
Michal Spáčil (25/2),
Michal Ševela (22/1),
Vladimír Škuta (12/2),
Štefan Toporčák (12/0),
Petr Vodák (28/3),
Martin Zlatohlavý (25/2),
Zdeněk Zmeškal (8/1) –
trenéři Leoš Kalvoda (1.–15. kolo) a Tomáš Uličný (16.–30. kolo), asistenti Roman Sedláček (1.–30. kolo) a Martin Kotůlek (16.–30. kolo)

### FK Baník Sokolov
Jiří Bertelman (16/0),
Josef Kubásek (14/0) –
Milan Bakeš (7/0),
Petr Bartůněk (4/0),
Jan Bauer (14/1),
Michel Fernando Costa (7/3),
David Čada (22/1),
Oleh Duchnyč (15/2),
Jan Filip (5/0),
Jiří Fleišman (9/0),
Jakub Frohna (8/0),
Michal Habai (12/1),
Tomáš Hájovský (29/1),
Michal Held (5/0),
Igor Hrabáč (6/0),
Cristiano Thomas (7/0),
Pavel Javorský (14/0),
Petr Jiráček (25/1),
Luděk Jón (6/0),
Daniel Kaplan (12/0),
František Kura (24/1),
Petr Mach (26/0),
Jiří Mlika (20/6),
Pavel Němeček (15/2),
Martin Novák (6/0),
Jiří Poděbradský (13/0),
David Rojka (5/0),
Michal Salák (26/2),
Petr Šorfa (26/3),
Tomáš Vondrášek (10/1) –
trenér Boris Kočí (1.–7. kolo), Oldřich Abrahám (8.–15. kolo) a Martin Hašek (16.–30. kolo)

### FC Vítkovice
Štefan Kollár (1/0),
Jakub Kraus (5/0),
Lukáš Paleček (8/0),
Tomáš Vaclík (16/0) –
Libor Baláž (12/1),
Radim Derych (26/0),
Radim Ditrich (8/0),
Jiří Dobeš (7/0),
Karel Doležal (12/2),
David Fromelius (7/0),
Tomáš Hrdlovič (14/0),
Martin Hromkovič (12/0),
Marek Jandík (9/0),
Lubor Knapp (12/1),
Jan Kroker (4/0),
Adam Křiva (11/0),
Pavel Kříž (10/0),
Radovan Lokša (8/0),
Tomáš Mikulenka (29/4),
Martin Motyčka (26/2),
Martin Nosko (10/0),
Rudolf Novák (27/4),
Jan Plešek (5/0),
Martin Prohászka (25/7),
Martin Pulkert (15/3),
Michal Schön (25/7),
Thiago Silveira da Silva (13/0),
Milan Šafránek (1/0),
Martin Švec (11/0),
Vlastimil Švehla (14/1),
Josef Valášek (23/2) –
trenér Alois Grussmann

### SK Železárny Třinec
Václav Bruk (13/0/1),
Lubomír Dítě (4/0/0),
Martin Lipčák (13/0/6) –
Jan Berger (25/3),
František Brezničan (4/0),
Miroslav Ceplák (14/1),
Zdeněk Cieslar (10/0),
Marek Čelůstka (4/0),
Miroslav Černý (4/0),
Martin Dombi (10/0),
Martin Doubek (15/5),
Tomáš Ďurica (22/2),
René Formánek (13/1),
Karel Hromada (15/0),
Michael Hupka (23/2),
Jaroslav Chlebek (13/1),
Tomáš Jakus (7/0),
Zdeněk Konečník (14/1),
Kamil Kořínek (8/1),
Pavel Krejčíř (4/0),
Petr Lisický (30/0),
Filip Lukšík (11/0),
Karel Maceček (14/1),
Pavel Malíř (26/0),
Ivan Martinčík (18/0),
Jaromír Matěj (19/0),
Jakub Pindor (18/0),
Paulo Rodrigues da Silva (11/4),
Michal Sostřonek (4/0),
Richard Veselý (15/3),
Ilja Zítka (12/0) –
trenéři Miroslav Čopjak (1.–6. kolo) a Miroslav Kouřil (7.–30. kolo)

### FK Ústí nad Labem
Zdeněk Divecký (4/0),
Radim Novák (27/0) –
Ladislav Benčík (27/2),
Michal Benko (11/0),
David Béreš (4/0),
Martin Boček (12/3),
Richard David (14/0),
Lukáš Dvořák (27/2),
Pavel Džuban (27/1),
Petr Fousek (27/6),
Jan Franc (18/2),
Aleš Hanzlík (13/0),
Pavel Karlík (17/2),
Vojtěch Kříž (2/0),
Aidin Mahmutović (16/6),
Cyril Maron (5/0),
Jan Martykán (26/1),
František Mašanský (21/1),
Tomáš Novák (24/1),
Jiří Pimpara (12/1),
Jiří Procházka (23/3),
Zdeněk Stárek (6/0),
Jaroslav Šmrha (5/0),
Michal Valenta (27/4),
Tomáš Vondrášek (13/0),
Zdeněk Zvonek (2/0) –
trenér Libor Pala (1.–7. kolo) a Svatopluk Habanec (8.–30. kolo)

### FC Zenit Čáslav
Jiří Havránek (12/0),
Jiří Malík (3/0),
Lukáš Zich (15/0) –
Michal Dian (12/3),
Tomáš Haniak (25/1),
Miroslav Hozda (27/3),
Petr Jiroušek (24/0),
Deniel Kocourek (24/6),
Václav Kotrba (25/0),
Mário Kurák (20/1),
Peter Mráz (24/0),
Marek Nešpor (8/0),
Vladimír Pokorný (13/0),
Jiří Pravda (7/0),
Josef Příhoda (3/0),
Ondřej Sedláček (19/2),
Jan Schulmeister (12/2),
Michal Skopalík (26/3),
Jan Skoupý (23/0),
Lukáš Slezák (10/0),
Miloslav Strnad (23/7),
Aleš Urban (7/0),
Michal Veselý (25/3),
Jan Vošahlík (13/2),
Marek Wolf (7/0),
Martin Zachariáš (9/1) –
trenér Pavel Medynský (1.–26. kolo) a Michal Horňák (27.–30. kolo)

### FK Dukla Praha
Martin Miščík (4/0),
Jakub Plánička (2/0),
Filip Rada (24/0) –
Lukáš Adam (15/2),
Tomáš Berger (4/0),
Jiří Böhm (4/0),
Jan Buryán (13/0),
Jan Daněk (14/0),
František Hanus (22/2),
Miroslav Hendrych (3/0),
Antonín Holub (15/2),
Jan Hubka (28/1),
David Kopta (12/0),
Radek Kúdela (23/0),
Tomáš Kulvajt (23/6),
Pavel Kunc (23/1),
Jaroslav Ludačka (23/3),
Petr Malý (2/0),
Lukáš Michal (23/3),
David Mikula (25/1),
Radim Nečas (15/5),
Vladislav Palša (25/0),
Vladimír Pokorný (13/0),
Jiří Rychlík (15/2),
Jan Svatonský (29/8),
Michal Uhlíř (1/0),
Zdeněk Volek (9/0) –
trenér Günter Bittengel

### FC Hlučín
Adam Kosmák (2/0),
Michal Kosmál (29/0) –
Daniel Barcal (3/0),
Jiří Barcal (19/0),
Petr Bogdaň (20/3),
Felipe dos Santos Reis (4/0),
Michal Galajda (29/4),
Martin Hanus (26/1),
Zsolt Hornyák (19/1),
Radim Kopecký (27/1),
Petr Koubek (24/1),
Michal Kovář (25/0),
Marcel Melecký (23/3),
Ján Moravčík (25/0),
Michal Prokeš (23/0),
Radim Sáblík (17/2),
Lumír Stoklásek (20/0),
Filip Štýbar (13/0),
Roman Švrček (26/4),
Miroslav Tóth (5/3),
Petr Vaculík (15/0),
Petr Žižka (18/0) –
trenér Petr Samec

### SK Sparta Krč
Jakub Diviš (15/1),
Michal Šilhavý (3/0),
Pavel Švec (2/0),
Milan Švenger (11/0) –
Adauto (6/0),
Jakub Bureš (12/1),
Robin Dejmek (10/0),
Tomáš Dubský (28/4),
Jan Flachbart (2/0),
Peter Horkavý (23/2),
Zdeněk Houštecký (11/0),
David Hubený (17/1),
Jiří Jedinák (13/0),
Ján Kordiak (27/1),
Tomáš Kounovský (24/3),
Tomáš Kunt (7/0),
Jakub Malina (2/0),
Tomáš Matějka (27/3),
Marek Nešpor (14/1),
Aleš Pikl (20/2),
Jan Poláček (9/0),
Vojtěch Soukup (13/0),
Jaromír Šmerda (10/0),
Michal Švejda (13/0),
Peter Tomko (3/0),
Jiří Vágner (11/2),
Martin Valášek (2/0),
Marian Viskup (24/0),
Martin Vojtíšek (21/5),
Jaroslav Waldhauser (20/1) –
trenér Juraj Šimurka (1.–23. kolo) a Martin Hřídel (24.–30. kolo)